# Падьєланта (національний парк)
Паджеланта (Падьєланта) — шведський національний парк Паджеланта, Самі Луле Баджеланда  (лен розташований на крайній півночі Швеції в провінціях Норрботтен та Лапландія), на півночі Швеції, на кордоні з Норвегією в основному складається з відкритих рівнинних ландшафтів, оточуючих два озера: Вастеняврре (Вастен'яуре) та Віріхаврре (Вірігауре). Був заснований в 1962 році за рішенням шведського риксдагу (назва парламенту Швеції (законодавча влада Швеції)). Це найбільший за площею національний парк Швеції (198400 га), сукупна площа становить приблизно 5500 км2.  Поряд з сусідніми національними парками: Муддус, Сарек і Стура-Шефаллет, а також природними резерватами Сьяунья і Стубба, парк входить до списку всесвітньої спадщини ЮНЕСКО з 1996 року, як частина Лапонії (Шведська Лапландія).

## Походження назви
Назва парку походить від слова «Badjelánnda» луле-саамської мови, що перекладається як «вище, ніж земля», тобто, висока земля. Топоніми найчастіше зазначають  із суфіксом, що позначає тип місця, і префіксом, що характеризує місце.
Починаючи з народження сучасної науки область  була цікава для вчених, головним чином для вивчення її флори, фауни і геології.

## Історія
Перші мешканці регіону прибули під час відступу льодовикового покриву 8000 років тому. Вони, ймовірно, були предками саамів, кочового народу, що проживав у північній Скандинавії. Спочатку вони заробляли на життя збиранням та полюванням - особливо оленями. З розвитком стосунків із скандинавськими народами між 500 і 1400 р. н. е. Саами все частіше використовували літні табори в горах для полегшення полювання, а потім продавали хутро скандинавам. Ці табори походять з тих, які все ще можна знайти, зокрема навколо великих озер парку.
Незважаючи на спосіб життя мисливців-збирачів, саами тримали  домашніх північних оленів, яких вони використовували для транспортування та отримання молока. Однак з XVII століття кількість одомашнених північних оленів зросла. Таким чином, поступово полювання на диких північних оленів було замінено розведенням. Вони зимували на рівнинах на схід від парку, а влітку переїжджали в гори. Паджеланта є одним з найважливіших пасовищ у горах. Зазвичай вони залишають парк між серединою серпня та серединою вересня, щоб дістатися до місця зимівлі.
Спосіб життя саамів залишив незначний слід у навколишньому середовищі (принаймні до другої половини ХХ століття). Це в основному старі пастки, присутні скрізь у парку, а також традиційні житла (kåta). Серед слідів, залишених саамами, можна згадати наявність наскельної різьби біля кордону Сарека. Ці гравюри представляють тварин, особливо північних оленів, людей, а також, що є абсолютно унікальним у саамському мистецтві, човни з щоглами та вітрилами. Це особливо дивно, оскільки до відкриття цих гравюр ніщо не вказувало на можливість використання саамами човнів цього типу. Дослідники вважають, що ці гравюри - зображення кораблів, що використовувались вікінгами (з 800 р. н. е.), з якими саами мали важливі торгові відносини (особливо продаж хутра). Табори саамів, наприклад,  Сталолуокта, все ще використовуються протягом літнього періоду.

## Геологія
Національний парк Паджеланта є частиною Скандинавських гір, що нагадує каледонський хребет, який також є джерелом гір Шотландії, Ірландії, Ґренландії та Шпіцбергену. Каледонський орогенез пов'язаний зі зіткненням плит Лаврентії та Балтики, що завершилося між 420 і 400 млн років, зникненням шляхом занурення океану Япет. Під час цієї події уламки кірки перекривались, утворюючи опорні листи. Серед цих листів, зокрема, один, який називається лист Келі, складається переважно з океанічної кори. Основними гірськими породами є осадові породи, такі як філіт, слюдяний сланцевий покрив, гнейс і вапняк. Є також метаморфічні вулканічні породи, такі як амфіболіт або серпентин, який знаходиться переважно на захід від парку і особливо впливає на флору. На Лататі , на схід від Вастеняура, ми можемо спостерігати наявність лави-подушки, характерної для океанічних кір.
Потім ланцюг безперервно розмивався, поки він не сформував пенеплан. Однак, приблизно з 60 млн років (кайнозой), скандинавський Пенеплан зазнав значного тектонічного підйому. Причини цього не ясні, і було запропоновано кілька гіпотез. Однією з цих гіпотез є вплив ісландського шлейфу, який би підняв земну кору. Іншою гіпотезою є ізостаза, пов’язана з заледеніннями. У будь-якому випадку цей підйом дав можливість підняти старий ланцюг на кілька тисяч метрів.

## Ерозійні процеси
Коли Скандинавські гори знову набирають висоту, ерозія може відновити свою  роботу. Це насамперед флювіальна ерозія, але найбільше вплинула на сучасну геоморфологію ланцюга та парку флювіогляціальна ерозія, зокрема під час великих заледенінь (від 1,5 млн років). Льодовики розростались і вторгуватися в долини, а потім поступово об’єднувалися, утворюючи крижаний покрив, який повністю накрив область. Більша частина парку складається з м’яких, легко ерозійних порід, таких як сланці або вапняки, крижана маса льодовикового покриву повністю розмиває територію, залишаючи рельєф з невеликими підвищеннями. Це особливо видно на відміну від сусіднього національного парку Сарек, з його дуже вираженим рельєфом, і його тверді скелі мають кращий опір ерозії.
Наприкінці останнього льодовикового періоду, приблизно 8000 років тому, льодовики у великих долинах зберігались довше, ніж у навколишній місцевості. Потім ці льодовики утворили дамбу для річок допоміжних долин далі по течії, які згодом утворили озера. Одне з цих озер розвинулося між горою Акка та горою Кісуріс, остання знаходиться на північно-східній межі парку. Ріки скидали дуже велику кількість осаду, потрапляючи в озеро, яке утворювало велику дельту, тераси якої досі видно з боків гір.
У кількох районах парку також видно явища, характерні для перигляціального середовища. Це, зокрема, параліси та багатокутні ґрунти,  також  частково спостерігається вічна мерзлота. Ці ґрунти, ймовірно, частково є реліктами холодніших періодів, наприклад, під час заледеніння.

## Рельєф
Хоча Паджеланта знаходиться в гірському масиві Скандинавських гір, ландшафт не надто гірський. Це перш за все висока рівнина, на висоті від 650 до 1000 м. Вершини парку найчастіше дуже пологі і низькі. З іншого боку, парк межує з кількома гірськими регіонами Сарек,  Суліцельма, які оточують парк зі сходу, заходу та півдня.  В парковій зоні розташовані деякі високі гори, зокрема Єкнаффо (1836 м), найвища точка парку, або Кіркеваре, Алатьякка та Сіркаткакк. Найнижча точка парку знаходиться на півночі, у долині Вуоятятно, на висоті близько 540 м.

## Клімат та погода
Скандинавські гори утворюють межу між океанічним кліматом на заході та континентальним кліматом на сході. Перший характеризується м’якими температурами та високою вологістю, тоді як континентальний клімат є більш сухим і представляє спекотне літо та холодну зиму. Це призводить до  певної нестабільності погоди в парку, хоча вона менш помітна, ніж для сусіда Сарека. Загалом океанічний вплив домінує в цьому регіоні. Сніг, як правило, починає випадати вже у вересні, а сніговий покрив вкриває земну поверхню з жовтня по листопад, іноді тримається до червня, а на вершинах гір може залишатися протягом усього літа.  Крім того,  розташування на північ від Полярного кола, суттєво впливає на формування клімату.

## Гідрографія
313 км2 парку (майже 16% його загальної поверхні) складають озера, зокрема озера Віріхауре і Вастеняуре. Озеро Віріхауре є найбільшим. Воно розташоване на висоті 579 м і досягає максимальної глибини 138 м, одне з найглибших у Швеції.  Північніше розташоване озеро Вастеняуре, площею 89 км2, на висоті 547 м і максимальна глибина становить 134 м. Окрім цих двох великих озер, у парку є велика кількість інших менших озер.
Більша частина парку розташована у вододілі Стори Лулеальвен. Стора Лулельвен бере свій початок у масиві Сулітхельма, Норвегія, і перетинає кордон біля озера Серясяуре, частково розташованого в парку. Потім він проходить південну частину парку під назвою Sårjåjåkkå перед тим, як впасти у Virihaure. Це озеро отримує внесок від річки Тукійокко, що виходить із льодовика Бламаннсізен в Норвегії, а також від річки Міеллятно, що тече від національного парку Сарек, на схід. Потім річка залишає озеро і спускається на 32 метри до озера Вастеняуре менш ніж за 3 км, створюючи низку водоспадів і порогів. Stora Luleälven залишає Вастеняуре під назвою Вуоятятно і обходить всю північну частину парку, зустрічаючи на шляху річку Варка. Коли він покидає парк і впадає в озеро Кутхауре, тоді має середній потік близько 80 м3 / с. З іншого боку, південно-східна частина парку знаходиться у вододілі Лілла Лулеальвен з річкою Тарараекко, яка потім приймає назву Тарраатно перед тим, як покинути парк. Stora Luleälven та Lilla Luleälven - це два джерела великої річки Luleälven (колишня - головна).
Окрім великих озер, у парку також є другий за величиною льодовик у країні: Альмаієкна, що в масиві Сіркаткакка, площею 12 км2, відкритий у 1973 р.  У парку відносно мало боліт (1000 га).

## Природа  парку
Парк Паджеланта, згідно з класифікацією WWF, розташований у наземному екорегіоні скандинавських березових лісів та високогірних луків. Березові ліси відносно в меншості, вони займають лише 1400 га, і тому більша частина парку складається з пустель. Ці пустелі, як і луки парку, включають деякі найбагатші райони шведських гір. Налічується понад 400 видів судинних рослин, що зумовлено вмістом вапняку в ґрунті. Рослинність парку можна розділити на етапи відповідно до зростаючої висоти: стадія берези (субальпійська стадія), стадія верби та стадія лишайників.
Парк знаходиться на величезному плато і включає два великих озера Вастен'яуре і Вірігауре (останнє часто називають «найкрасивішим озером в Швеції»). Пейзаж, як наслідок, є досить плоским і відкритим, особливо в порівнянні з національним парком Сарек, який знаходиться на схід від Паджеланти. Флора і фауна парку надзвичайно різноманітні: в ньому налічується понад 400 різних видів тварин і рослин з яких багато є ендеміками. На території національного парку проживають корінні саамські жителі, щоправда, в невеликій кількості. Аборигени займаються оленярством і рибальством. З їхнім життям і побутом можна познайомитися в селах: Сіргес, Жахкагасска, Дуорбун.
Серед представників флори переважає гірська береза, піщанка humifusa і Gentiana aurea, перстач robbinsianais та інші.
Серед  ссавців зустрічаються лемінги і північні олені, а також хижаки, які їдять їх; в цьому випадку росомаха і песець, відповідно, обидва є постійно резидентськими в парку.
Птахів  дуже багато видів та  різновидів: європейська сивка звичайна, луговий коник,  північна кам'янка,  куріпка,  середній кроншнеп,  довгохвоста качка, євразійський чирок, загальний scoter, а також багато болотних птахів, зокрема круглоносий плавунчик, звичайна червононіжка. Північно-східний ліс також є батьківщиною великого розмаїття різновидів  звичайної чечітки, піночки-веснички,  longspur, bluethroat і дрозда-білобровика. Можна зустріти малого білолобого гусака, gyrfalcon, беркута, орла з білим хвостом, дупеля, канюка з товстими ногами і довгохвостого поморника,  білу сову та інших пернатих.
Парк також містить велику кількість риби.
Флора
У парку відносно мало березових лісів, верхня межа поширення цих лісів становить приблизно від 600 до 700 м, тоді як більша частина парку знаходиться вище цієї висоти. Березові ліси знаходяться переважно в нижній частині долини Вуоятятно, на північ від долини Леддейякко на схід від Вастеняура, на східному березі Віріхаура (особливо в районі Сталолуокта) і в нижній частині долини Тарраатно, на південний захід від парку. Ці ліси складаються з підвиду берези пухнастої, яка називається скручена береза (Betula pubescens subsp. tortuosa). Наприклад, ліс долини Тарраатно кваліфікується як прерійний тип, що стосується рослинності підліску, що нагадує луки, з великою кількістю квітів, таких як альпійський салат (Cicerbita alpina).
Перший підстил альпійської стадії, що знаходиться над лінією дерев, називається стадією верби. Але в декількох областях одноманітність  рослинності порушена, флора досить   різноманітна. Таким чином, в різних місцях можна знайти  мох  (Silene acaulis), лапландську мокрицю (Pedicularis lapponica), восьмипелюсткову дріаду (Dryas octopetala), ломик (Saxifraga oppositifolia), альпійську котячу стопу (Antennaria alpina). Завдяки цьому унікальному багатству вапняком деякі дуже рідкісні рослини, такі як золотиста тинтява (Gentianella aurea) і субарктична дуболожка (Potentilla hyparctica) проростають лише тут  (крім Шпіцбергену та Нової Землі). Парк також включає території з унікальною флорою навколо озера Саллохаур, що обумовлено наявністю в ґрунті серпентину, породи, токсичної для більшості рослин. Ця відсутність конкуренції дозволяє деяким рослинам, імунним або толерантним до серпентину, розвиватися.
Вище  знаходиться стадія лишайників. Окрім лишайників, є ще кілька карликових верб (Salix herbacea), а також гіпноїдна смородина чорна (Harrimanella hypnoides). Хоча ці райони, як правило, досить бідні, деякі квіти прикрашають ландшафт, наприклад, сніговий жовтець. (Ranunculus nivalis), водорості курчасті (Epilobium anagallidifolium) та лютик (Ranunculus pygmaeus).
Фауна
У трьох національних парках у 1960-х рр. налічувалося 24 види ссавців, 142 види птахів, 2  вида рептилій, 2 види земноводних та 12 видів риб.
Територія парку не дуже  сприятлива для ссавців. Найчастіше  зустрічається норвезький тундровий лемінг. Його популяція надзвичайно мінлива, на даний час спостерігається швидке скорочення чисельності популяції. Це явище до кінця не вивчене; здається, що сприятливі кліматичні умови і, отже, надлишок їжі відповідають за швидке зростання популяцій, але причина їх раптового зменшення не зрозуміла, хоча заразні хвороби, схоже, відіграють  значну роль. Ці цикли також впливають на тварин, які полюють на лемінга. На території парку поширені песці (Vulpes lagopus). Цей вид класифікується як зникаючий у Швеції; в минулому на них сильно полювали, але з часу їх захисту не вдалося відновити землю через конкуренцію з боку рудої лисиці (Vulpes vulpes). Парадоксально, але статус національного парку Паджеланта негативно впливає на песця, оскільки на нього не можна полювати, як це має місце в інших районах поширення песця. Серед інших великих ссавців можна зустріти росомаху (Gulo gulo) (класифікується як зникаюча в Швеції), тоді як євразійська рись (Lynx lynx) та бурий ведмідь (Ursus arctos) зрідка зустрічається. Серед травоїдних тварин присутній лось (Alces alces), хоча зазвичай він приурочений до хвойних лісів.
Як і на решті території країни, досить численна популяція північного оленя.
У березових лісах живе велика кількість видів птахів, які рідко зустрічаються в інших місцях парку. Зустрічається  садова чепуринка (Sylvia borin), сірий сорокопуд (Lanius excubitor), ворона з капюшоном (Corvus cornix) і співочий дрозд (Turdus philomelos). Гірфалькон (Falco rusticolus)  (один з видів соколів) гніздиться на горі, яка височіє над Сталолуоктан. Але орнітофауна парку особливо багата навіть в альпійському поясі. Характерними птахами пагорбів Паджеланта є золотиста плотина (Pluvialis apricaria), піщанка кролика (Anthus pratensis), євразійський пловер (Charadrius morinellus) та камбрел (Numenius phaeopus). У парку також є деякі великі хижаки, такі як беркут (Aquila chrysaetos),  яструб-грубоногий (Buteo lagopus), орел-білохвіст (Haliaeetus albicilla) та сніжна сова (Bubo scandiacus), деякі з яких знаходяться під загрозою зникнення, зокрема сова. Серед інших видів, що перебувають під загрозою зникнення, що охороняються, є також маленький карликовий гусак (Anser erythropus). Але особливо навколо озер та боліт парку можна знайти великі концентрації видів, зокрема в районі Таррелуоббал (долина Тарри), озер та боліт на північному сході, на кордоні Сарека та в Вуоятятній долині. Зустрічаються різні види берегових птахів, такі як чирок (Anas crecca), довгохвостий орел (Clangula hyemalis), чорний скутер (Melanitta nigra), фаларопа червоношия (Phalaropus lobatus), звичайний йорж ( Philomachus pugnax), пісочник Теммінка (Calidris temminckii), сірий коник (Tringa glareola) та звичайний коник (Tringa totanus).

## Господарська діяльність
У середині XVI століття шведський король Густав Ваза вирішив, що вся північ Скандинавського півострова є частиною королівства. Тоді саамі повинні платити податки так само, як і інші шведи. У 17 столітті саами були євангелізовані шведами, які будували церкви та ринки, найчастіше в місцях, де саами зимували. Цей інтерес на півночі країни також призвів до відкриття родовищ, зокрема в горах. Одним з перших відкриттів є срібний рудник Наса в горі Насаф'яллет. Його експлуатація розпочалася в 1630 р.  Самі тоді були змушені брати участь у роботі шахти. Таким чином, коли в 1657 р. Джон Перссон виявив родовище срібла в горі Кіркеваре, на південний схід від нинішнього національного парку, він не поділився ним ні з ким. Але коли його змусили піти працювати на шахту "Наса", він розповідає про своє відкриття в обмін на звільнення. Незабаром після цього шахта Наса закривається після нападу Норвегії. Експлуатація  шахти  Кедкеваре, розпочалася в 1661 р. У 1672 р. недалеко від неї було виявлено ще одне родовище в нинішньому національному парку Сарек в Алкаваре. Ці два родовища забезпечують завод у Квікйокк, створюючи комплекс під назвою Luleå silververk. Однак ці дві шахти не були прибутковими, зокрема через кліматичні умови, які дуже ускладнили роботу, і експлуатація припинилася в 17023 р.
Згодом нинішній парк став відомим місцем для ботаніків, які наважились зайти в гори Лапп. Це почалося з дослідження Олофа Рудбека Молодшого в 1695 році, подорож, яка сама надихнула дуже відомого Карла фон Ліннея. Він досліджував парк у 1732 р., починаючи від Квіккйокк у напрямку долини Тарри до озера Віріхауре, потім продовжуючи до Норвегії. Багата флора парку лягла в основу книги Flora Lapponica. Ця поїздка стала дуже відомою у Швеції, і велика кількість ботаніків, намагалися піти слідами Ліннея. Серед найважливіших ботаніків в історії Паджеланти можна процитувати Стена Селандера, який поряд з Нільсом Дальбеком із шведської асоціації охорони природи досліджуватиме флору парку з 1939 року, де він виявив рідкісну субарктичну рослину  перстач.

## Природоохоронна діяльність
У 1909 р. Швеція створила свої перші національні парки, які фактично стали першими в Європі. Серед цих парків - парки Сарек та Стора Сьофаллет, які межують з нинішньою Паджелантою. Це було пов'язано з важливим розвитком гірського туризму в регіоні, що спонукало шведську асоціацію Svenska Turistföreningen (STF) створити важливий туристичний курорт у Сталолуокті ще в 1912 р.  Після 1945 р. STF почав розробляти туристичну стежку між Квікйокком та Stora Sjöfallet, яка згодом стане Паджеланталеденом, основні притулки будуть завершені в 1947 р.  У 1958 р. поява дороги до Квікйокк спричинило масовий приплив туризму до Паджеланти.
В 1950-х роках посилився тиск на гірські річки. Потім конфлікти були розв'язані національною електроенергетичною компанією Vattenfall разом з екологічними асоціаціями, включаючи Шведську асоціацію охорони природи. У 1961 році було досягнуто компромісу, коли Ваттенфал відмовився від експлуатації певної кількості зон, тоді як асоціації охорони природи не завадили б розвитку інших. Цей компроміс забезпечував, що на території парку  Сарека не буде жодної гідроелектростанції. Також це спонукало до створення національного парку Паджеланта, який вже був запропонований у 1957 р. кількома комітетами, включаючи Шведську асоціацію охорони природи та СТФ, під керівництвом ботаніка Стена Селандера. Так, 9 травня 1962 р. Ріксдаг схвалив створення національного парку Паджеланта. Причиною створення парку є «збереження гірського ландшафту, багатого озерами та величезними болотами в природному стані».
У 1982 р. Міжнародний союз охорони природи (МСОП) згадав про величезну територію, включаючи Національний парк Паджеланта, у своєму орієнтовному списку природних пам'яток, які заслуговують на віднесення до Світової спадщини ЮНЕСКО. Крім того, ця пропозиція нагадувала ідею Стена Селандера 1947 року, в якій він запропонував створити великий парк із межами, подібними до тих, що пропонував МСОП, для захисту цієї території, яку він назвав "нашою останньою великою дикою територією". Тоді Швеція запропонувала частину цієї території, природний заповідник Сяунджа, для внесення до Списку всесвітньої спадщини, але МСОП порадив  розширити запропоновані ділянки. У 1996 році парк Паджеланта, а також сусідні райони Сарек, Стора Шефаллет, природний заповідник Сяунджа, природний заповідник Стубба, національний парк Муддус і три невеликі прилеглі території загальною площею 9400 км2 були класифіковані як Світова спадщина (культурна та природна) під назвою “регіон Лапландії”. Парк також є частиною мережі Natura 20001.
У генеральному плані національних парків Naturvårdsverket 2007 передбачається, що парк Паджеланта буде розширений, включивши шведську частину масиву Сулітелма, тобто близько 23 000 га. Масив Сулітельма включає, зокрема, два найбільших льодовики Швеції  (Стуорраєкна та Салаєкна). Це розширення вже є частиною  “Регіон Лапландії”.

## Управління та регулювання території парку
З 1 січня 2013 року управління парком (і всією територією регіону Лапландії) перебуває в руках організації Laponiatjuottjudus (буквально управління Лапландії в Луле-Самі), об'єднуючи саамські села, що займають цю територію (Баст čearru, Sirges, Tuorpon, Unna tjerusj, Jåhkågaska tjiellde, Luokta Mávas, Slakka, Udtja and Sami з лісів Гелліваре), муніципалітети Jokkmokk і Gällivare, графство Норрботтен і vårdsverket.
Правила парку є відносно суворими, щоб зберегти парк у  незайманому стані, що характеризує його. Таким чином, риболовля, полювання, збирання та будь-яка інша діяльність, яка може завдати шкоди природі, заборонена, за винятком збору ягід та їстівних грибів. Подібно до цього, у парках  заборонено всі автомобілі, за винятком регулярних рейсів до Сталолуокти на гелікоптері.
Саами отримують кілька винятків із вищезазначених правил. Дійсно, починаючи з 1977 року, народ саамів був визнаний Швецією корінним народом і національною меншиною, що означає, що люди та їх спосіб життя захищені законом. Таким чином, оскільки парк розташований на території саамських сіл Туорпон, Яхкгаска та Сіргес, саами, які адміністративно прикріплені до цих сіл, мають право випасати оленів у парку. В рамках цієї діяльності саами можуть використовувати моторизовані транспортні засоби (такі як снігоходи або гелікоптери).

## Туризм
Для того щоб туристи не порушили екологію і природну дику природу парку, але при цьому відвідування для них було цікавим, керівництво Падьєланти створило комплекс заходів з охорони закладу та розвитку інфраструктури. По всій території для мандрівників побудували спеціальні будиночки, в яких можна переночувати і перечекати негоду. Найбільш популярним маршрутом в національному парку є Падьєлантаден, який має загальну протяжність близько 150 км. Відвідувачі тут: побачать гори Ахка, відвідають невелике село Квікжок, подивляться на пасовища оленів, пройдуть по стежці Нордкалотрут.
Парк приймає близько 4000 відвідувачів щороку, порівняно низька кількість, що значною мірою пояснюється його недоступністю. Перш за все, парк розташований  далеко від великих населених пунктів та від основних шляхів сполучення країни, шведський полюс неприступності знаходиться всередині нього. Основним способом доступу та вивчення парку є пішохідна доріжка Паджеланталеден (буквально доріжка Паджеланта), починаючи з туристичного курорту Квіккйокк на півдні або від Рітсем на півночі. У першому випадку потрібно близько двох днів пішої прогулянки, щоб дістатися до меж парку, тоді як у другому випадку потрібно перетнути озеро Аккаджауре на човні, а потім день пішої прогулянки. Також можна доїхати до Сталолуокти, головного туристичного центру парку, безпосередньо на гелікоптері. Відстань між Квіккйокком і Ріцем Паджеланталеден сягає 160 км, перетинаючи парк по всій довжині. Парк не має вираженого альпійського ландшафту, як його сусід Сарек, він тим не менш цінується за його красу, зокрема, за великі озера. Краса цих озер є однією з причин для відвідування даного парку. Озеро Віріхаур вважають найкрасивішим озером Швеції.